# Nicolas Herberay des Essarts
Pour les articles homonymes, voir Des Essarts.

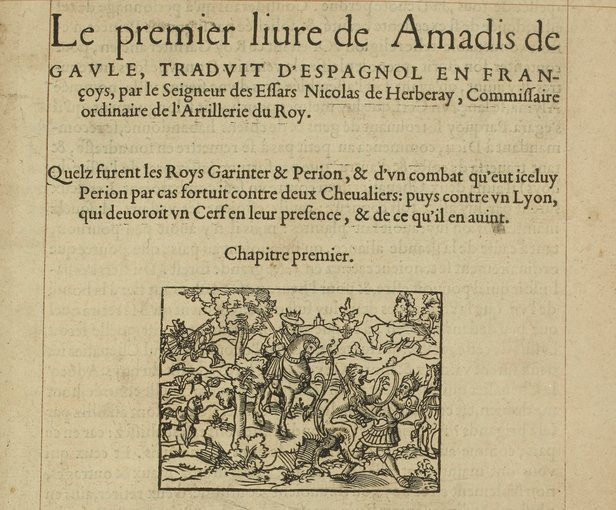
page traduite par Nicolas Herberay des Essarts

Nicolas Herberay des Essarts (mort le 27 octobre 1552) est un traducteur français né en Picardie au XVe siècle.

## Biographie
Il était commissaire d'artillerie et lieutenant d'artillerie en Picardie.

## Principales traductions
- Garci Rodríguez de Montalvo, Amadis de Gaule (1540-1548)
- Feliciano de Silva (en), Amadis de Grèce (1540-1548)
- Feliciano de Silva, Le Sixiesme livre d'Amadis de Gaule, qui traicte amplement des grands faicts d'armes, & adventures estranges, tant de Perion son filz, que de Lisuart de Graece. Hystoire mise en franc̜oys par le seigneur des Essars, Nicolas de Herberay, Jeanne de Marnef, 1545
- Antonio de Guevara, Relox de príncipes sous le titre L'Horloge des princes (1555)
- Diego de San Pedro, Tractado de amores de Arnalte y Lucenda, sous le titre Petit traité de Arnalte et Lucenda (1546)
- Le roman de chevalerie français Don Flores de Grèce (1552), qui jusqu’à présent a été considéré comme œuvre originale de Nicolas d’Herberay, traducteur au français de l’Amadís de Gaule et ses poursuites, semble en réalité être une traduction-adaptation d’une partie du deuxième Lisuarte de la Grèce, une œuvre du bachelier Juan Díaz (1526).[réf. nécessaire]

## Éditions récentes
- Garci Rodríguez de Montalvo, Le cinqiesme livre d'Amadis de Gaule, traduit par Nicolas Herberay des Essarts, édition de Véronique Duché, Classiques Garnier, 2009
- Garci Rodríguez de Montalvo, Amadis de Gaule. Livres I à IV, traduit de l'espagnol par Nicolas de Herberay des Essarts, édition établie et préfacée par George, traduction Herberay des Essarts ; édition critique par Michel Bideaux, H. Champion, 2006
- Diego de San Pedro, Petit traité de Arnalte et Lucenda, trad. par Herberay des Essarts, éd. établie et annotée par Véronique Duché-Gavet, H. Champion, 2004